# Dystrykt Kgatleng
Dystrykt Kgatleng – jeden z 9 dystryktów Botswany, znajdujący się we wschodniej części kraju. Stolica dystryktu to Mochudi. W 2011 roku dystrykt ten zamieszkiwało niecałe 92 tys. ludzi. W 2001 roku liczba ludności wyniosła 73 507 osób.
Dystrykt Kgatleng złożony jest tylko z jednego poddystryktu o tej samej nazwie.